# Liste der Gemeinden im Landkreis Freising

Karte des Landkreises Freising

Die Liste der Gemeinden im Landkreis Freising gibt einen Überblick über die Verwaltungseinheiten des Landkreises. Es gibt 24 politische Gemeinden, von denen 14 eine eigene Verwaltung haben, und 3 Verwaltungsgemeinschaften.

## Legende
- Verwaltungseinheit: Name der Gemeinde und Angabe der Gemeindeart: Gemeinde (–), Markt (M), Stadt (St), Große Kreisstadt (GKSt) oder Name der Verwaltungsgemeinschaft. Einheitsgemeinden und Verwaltungsgemeinschaften sind fett gedruckt
- GT: Gemeindeteile der Gemeinde. Der Wiki-Link ist mit der Gemeindegliederung der jeweiligen Gemeinde verknüpft.
- VG: Zeigt ggf. an, ob eine Gemeinde zu einer Verwaltungsgemeinschaft gehört
- Karte: Zeigt die Lage der Gemeinde im Landkreis
- Fläche: Fläche der Stadt beziehungsweise Gemeinde, angegeben in Quadratkilometer
- Einwohner: Zahl der Menschen die in der Gemeinde beziehungsweise Stadt leben (Stand: 31. Dezember 2023[1])
- EW-Dichte: Angegeben ist die Einwohnerdichte, gerechnet auf die Fläche der Verwaltungseinheit, angegeben in Einwohner pro km2 (Stand: 31. Dezember 2023[2])
- Statistik: Link zur kommunalen Statistik des Bayerischen Landesamts für Statistik
- Website: Website der Gemeinde bzw. der Verwaltungsgemeinschaft

## Gemeinden
| Verwaltungseinheit                   | Wappen                                     | GT | VG           | Karte                                                               | Fläche in km²  | Einwohner      | Einwohner je km² | Statistik | Website |
| ------------------------------------ | ------------------------------------------ | -- | ------------ | ------------------------------------------------------------------- | -------------- | -------------- | ---------------- | --------- | ------- |
| Landkreis Freising                   | Wappen des Landkreises Freising            |    |              | Der Landkreis Freising                                              | 799.83 (100 %) | 186276 (100 %) | 233              | [ 3 ]     | [ 4 ]   |
| Verwaltungsgemeinschaft Allershausen |                                            |    | Allershausen | Lage der Verwaltungsgemeinschaft Allershausen im Landkreis Freising | 39.29 (4.9 %)  | 7876 (4.2 %)   | 200              |           |         |
| Verwaltungsgemeinschaft Mauern       |                                            |    | Mauern       | Lage der Verwaltungsgemeinschaft Mauern im Landkreis Freising       | 39.29 (4.9 %)  | 9294 (5 %)     | 237              |           | [ 5 ]   |
| Verwaltungsgemeinschaft Zolling      |                                            |    | Zolling      | Lage der Verwaltungsgemeinschaft Zolling im Landkreis Freising      | 98.39 (12.3 %) | 13376 (7.2 %)  | 136              |           | [ 6 ]   |
| Allershausen                         | Wappen der Gemeinde Allershausen           | 14 | Allershausen | Lage der Gemeinde Allershausen im Landkreis Freising                | 26.55 (3.3 %)  | 6271 (3.4 %)   | 236              | [ 7 ]     | [ 8 ]   |
| Attenkirchen                         | Wappen der Gemeinde Attenkirchen           | 23 | Zolling      | Lage der Gemeinde Attenkirchen im Landkreis Freising                | 16.1 (2 %)     | 2774 (1.5 %)   | 172              | [ 9 ]     | [ 10 ]  |
| Au in der Hallertau, M               | Wappen der Gemeinde Au in der Hallertau    | 42 |              | Lage der Gemeinde Au in der Hallertau im Landkreis Freising         | 54.99 (6.9 %)  | 6348 (3.4 %)   | 115              | [ 11 ]    | [ 12 ]  |
| Eching                               | Wappen der Gemeinde Eching                 | 7  |              | Lage der Gemeinde Eching im Landkreis Freising                      | 37.32 (4.7 %)  | 14475 (7.8 %)  | 388              | [ 13 ]    | [ 14 ]  |
| Fahrenzhausen                        | Wappen der Gemeinde Fahrenzhausen          | 17 |              | Lage der Gemeinde Fahrenzhausen im Landkreis Freising               | 37.64 (4.7 %)  | 5138 (2.8 %)   | 137              | [ 15 ]    | [ 16 ]  |
| Freising, GKSt                       | Wappen der Gemeinde Freising               | 41 |              | Lage der Gemeinde Freising im Landkreis Freising                    | 88.59 (11.1 %) | 49939 (26.8 %) | 564              | [ 17 ]    | [ 18 ]  |
| Gammelsdorf                          | Wappen der Gemeinde Gammelsdorf            | 27 | Mauern       | Lage der Gemeinde Gammelsdorf im Landkreis Freising                 | 21.62 (2.7 %)  | 1578 (0.8 %)   | 73               | [ 19 ]    | [ 20 ]  |
| Haag an der Amper                    | Wappen der Gemeinde Haag an der Amper      | 16 | Zolling      | Lage der Gemeinde Haag an der Amper im Landkreis Freising           | 21.7 (2.7 %)   | 2956 (1.6 %)   | 136              | [ 21 ]    | [ 22 ]  |
| Hallbergmoos                         | Wappen der Gemeinde Hallbergmoos           | 8  |              | Lage der Gemeinde Hallbergmoos im Landkreis Freising                | 35.09 (4.4 %)  | 12140 (6.5 %)  | 346              | [ 23 ]    | [ 24 ]  |
| Hohenkammer                          | Wappen der Gemeinde Hohenkammer            | 16 |              | Lage der Gemeinde Hohenkammer im Landkreis Freising                 | 25.74 (3.2 %)  | 2716 (1.5 %)   | 106              | [ 25 ]    | [ 26 ]  |
| Hörgertshausen                       | Wappen der Gemeinde Hörgertshausen         | 39 | Mauern       | Lage der Gemeinde Hörgertshausen im Landkreis Freising              | 21.48 (2.7 %)  | 2001 (1.1 %)   | 93               | [ 27 ]    | [ 28 ]  |
| Kirchdorf an der Amper               | Wappen der Gemeinde Kirchdorf an der Amper | 16 |              | Lage der Gemeinde Kirchdorf an der Amper im Landkreis Freising      | 32.97 (4.1 %)  | 3303 (1.8 %)   | 100              | [ 29 ]    | [ 30 ]  |
| Kranzberg                            | Wappen der Gemeinde Kranzberg              | 25 |              | Lage der Gemeinde Kranzberg im Landkreis Freising                   | 39.5 (4.9 %)   | 4263 (2.3 %)   | 108              | [ 31 ]    | [ 32 ]  |
| Langenbach                           | Wappen der Gemeinde Langenbach             | 12 |              | Lage der Gemeinde Langenbach im Landkreis Freising                  | 26.89 (3.4 %)  | 4110 (2.2 %)   | 153              | [ 33 ]    | [ 34 ]  |
| Marzling                             | Wappen der Gemeinde Marzling               | 11 |              | Lage der Gemeinde Marzling im Landkreis Freising                    | 20.5 (2.6 %)   | 3311 (1.8 %)   | 162              | [ 35 ]    | [ 36 ]  |
| Mauern                               | Wappen der Gemeinde Mauern                 | 32 | Mauern       | Lage der Gemeinde Mauern im Landkreis Freising                      | 24.15 (3 %)    | 3164 (1.7 %)   | 131              | [ 37 ]    | [ 38 ]  |
| Moosburg an der Isar, St             | Wappen der Gemeinde Moosburg an der Isar   | 25 |              | Lage der Gemeinde Moosburg an der Isar im Landkreis Freising        | 43.85 (5.5 %)  | 20027 (10.8 %) | 457              | [ 39 ]    | [ 40 ]  |
| Nandlstadt, M                        | Wappen der Gemeinde Nandlstadt             | 39 |              | Lage der Gemeinde Nandlstadt im Landkreis Freising                  | 34.3 (4.3 %)   | 5643 (3 %)     | 165              | [ 41 ]    | [ 42 ]  |
| Neufahrn bei Freising                | Wappen der Gemeinde Neufahrn bei Freising  | 8  |              | Lage der Gemeinde Neufahrn bei Freising im Landkreis Freising       | 45.54 (5.7 %)  | 20819 (11.2 %) | 457              | [ 43 ]    | [ 44 ]  |
| Paunzhausen                          | Wappen der Gemeinde Paunzhausen            | 9  | Allershausen | Lage der Gemeinde Paunzhausen im Landkreis Freising                 | 12.74 (1.6 %)  | 1605 (0.9 %)   | 126              | [ 45 ]    | [ 46 ]  |
| Rudelzhausen                         | Wappen der Gemeinde Rudelzhausen           | 50 |              | Lage der Gemeinde Rudelzhausen im Landkreis Freising                | 40.8 (5.1 %)   | 3498 (1.9 %)   | 86               | [ 47 ]    | [ 48 ]  |
| Wang                                 | Wappen der Gemeinde Wang                   | 25 | Mauern       | Lage der Gemeinde Wang im Landkreis Freising                        | 31.18 (3.9 %)  | 2551 (1.4 %)   | 82               | [ 49 ]    | [ 50 ]  |
| Wolfersdorf                          | Wappen der Gemeinde Wolfersdorf            | 16 | Zolling      | Lage der Gemeinde Wolfersdorf im Landkreis Freising                 | 26.06 (3.3 %)  | 2556 (1.4 %)   | 98               | [ 51 ]    | [ 52 ]  |
| Zolling                              | Wappen der Gemeinde Zolling                | 24 | Zolling      | Lage der Gemeinde Zolling im Landkreis Freising                     | 34.53 (4.3 %)  | 5090 (2.7 %)   | 147              | [ 53 ]    | [ 54 ]  |